# Італійська Серія A 2010–2011
Сезон 2010–11 в Серії A — футбольне змагання у найвищому дивізіоні чемпіонату Італії, що проходило між 28 серпня 2010 та 22 травня 2011 року. Став 79-м турніром з моменту заснування Серії A. За результатами сезону Серію A залишили 3 найгірших команди, на зміну яким з Серії B підвищилися у класі 3 найкращих клуби.
Переможцем сезону став «Мілан», для якого цей «скудетто» став 18-м в історії та першим, завойованим з сезону 2003-04.
| Чемпіон Італії 2010/2011 |
| ------------------------ |
| «Мілан» 18-й титул       |

## Команди
Участь у турнірі Серії A сезону 2010–11 брали 20 команд:
| Клуб             | Місто     | Стадіон                      | Місткість | Сезон 2009–10               |
| ---------------- | --------- | ---------------------------- | --------- | --------------------------- |
| «Барі»           | Барі      | Стадіо Сан Нікола            | 58,270    | 10-е в Серії A              |
| «Болонья»        | Болонья   | Стадіо Ренато Далл'Ара       | 39,444    | 17-е в Серії A              |
| «Брешія»         | Брешія    | Стадіо Маріо Рігамонті       | 23,486    | Переможці плей-оф у Серії B |
| «Кальярі»        | Кальярі   | Стадіо Сант'Елія             | 23,486    | 16-е в Серії A              |
| «Катанія»        | Катанія   | Стадіо Анджело Массіміно     | 23,420    | 13-е в Серії A              |
| «Чезена»         | Чезена    | Стадіо Діно Мануцці          | 23,860    | 2-е в Серії B               |
| «К'єво»          | Верона    | Стадіо Маркантоніо Бентегоді | 39,211    | 14-е в Серії A              |
| «Фіорентина»     | Флоренція | Стадіо Артеміо Франкі        | 47,282    | 11-е в Серії A              |
| «Дженоа»         | Генуя     | Стадіо Луїджі Ферраріс       | 36,685    | 9-е в Серії A               |
| «Інтернаціонале» | Мілан     | Сан-Сіро                     | 80,074    | Чемпіони Серії A            |
| «Ювентус»        | Турин     | Стадіо Олімпіко (Турин)      | 27,994    | 7-е в Серії A               |
| «Лаціо»          | Рим       | Стадіо Олімпіко (Рим)        | 72,698    | 12-е в Серії A              |
| «Лечче»          | Лечче     | Стадіо Віа дель Маре         | 33,876    | Чемпіони Серії B            |
| «Мілан»          | Мілан     | Сан-Сіро                     | 80,074    | 3-є в Серії A               |
| «Наполі»         | Неаполь   | Стадіо Сан-Паоло             | 60,240    | 6-е в Серії A               |
| «Палермо»        | Палермо   | Стадіо Ренцо Барбера         | 37,242    | 5-е в Серії A               |
| «Парма»          | Парма     | Стадіо Енніо Тардіні         | 27,906    | 8-е в Серії A               |
| «Рома»           | Рим       | Стадіо Олімпіко (Рим)        | 72,698    | 2-е в Серії A               |
| «Сампдорія»      | Генуя     | Стадіо Луїджі Ферраріс       | 36,685    | 4-е в Серії A               |
| «Удінезе»        | Удіне     | Стадіо Фріулі                | 41,652    | 15-е в Серії A              |

## Турнірна таблиця
|                          |     | Турнірна таблиця 2010-2011 | О  | І  | В  | Н  | П  | М+ | М- | РМ  |
| ------------------------ | --- | -------------------------- | -- | -- | -- | -- | -- | -- | -- | --- |
| Чемпіон Італії           | 1.  | «Мілан»                    | 82 | 38 | 24 | 10 | 4  | 65 | 24 | +41 |
| Вийшов до Ліги Чемпіонів | 2.  | «Інтернаціонале»           | 76 | 38 | 23 | 7  | 8  | 69 | 42 | +27 |
| Вийшов до Ліги Чемпіонів | 3.  | «Наполі»                   | 70 | 38 | 21 | 7  | 10 | 59 | 39 | +20 |
| Вийшов до Ліги Чемпіонів | 4.  | «Удінезе»                  | 66 | 38 | 20 | 6  | 12 | 65 | 43 | +22 |
|                          | 5.  | «Лаціо»                    | 66 | 38 | 20 | 6  | 12 | 55 | 39 | +16 |
|                          | 6.  | «Рома»                     | 63 | 38 | 18 | 9  | 11 | 59 | 52 | +7  |
|                          | 7.  | «Ювентус»                  | 58 | 38 | 15 | 13 | 10 | 57 | 47 | +10 |
|                          | 8.  | «Палермо»                  | 56 | 38 | 17 | 5  | 16 | 58 | 63 | -5  |
|                          | 9.  | «Фіорентина»               | 51 | 38 | 12 | 15 | 11 | 49 | 44 | +5  |
|                          | 10. | «Дженоа»                   | 51 | 38 | 14 | 9  | 15 | 45 | 47 | -2  |
|                          | 11. | «К'єво»                    | 46 | 38 | 11 | 13 | 14 | 38 | 40 | -2  |
|                          | 12. | «Парма»                    | 46 | 38 | 11 | 13 | 14 | 39 | 47 | -8  |
|                          | 13. | «Катанія»                  | 46 | 38 | 12 | 10 | 16 | 40 | 52 | -12 |
|                          | 14. | «Кальярі»                  | 45 | 38 | 12 | 9  | 17 | 44 | 51 | -7  |
|                          | 15. | «Чезена»                   | 43 | 38 | 11 | 10 | 17 | 38 | 50 | -12 |
|                          | 16. | «Болонья»                  | 42 | 38 | 11 | 12 | 15 | 35 | 52 | -17 |
|                          | 17. | «Лечче»                    | 41 | 38 | 11 | 8  | 19 | 46 | 66 | -20 |
| Вибув до Серії B         | 18. | «Сампдорія»                | 36 | 38 | 8  | 12 | 18 | 33 | 49 | -16 |
| Вибув до Серії B         | 19. | «Брешія»                   | 32 | 38 | 7  | 11 | 20 | 34 | 52 | -18 |
| Вибув до Серії B         | 20. | «Барі»                     | 24 | 38 | 5  | 9  | 24 | 27 | 56 | -29 |

## Рекорди сезону
- Найбільше перемог: «Мілан» (24)
- Найменше поразок: «Мілан» (4)
- Найкраща атака: «Інтернаціонале» (69 забито)
- Найкращий захист: «Мілан» (24 пропущено)
- Найкраща різниця голів: «Мілан» (+41)
- Найбільше нічиїх: «Фіорентина» (15)
- Найменше нічиїх: «Палермо» (5)
- Найменше перемог: «Барі» (5)
- Найбільше поразок: «Барі» (24)
- Найгірша атака: «Барі» (27 забито)
- Найгірший захист: «Лечче» (66 пропущено)
- Найгірша різниця голів: «Барі» (-29)
- Найрезультативніший матч: «Мілан» - «Удінезе» 4-4, «Інтернаціонале» - «Рома» 5-3 (8)
- Матч з найбільшою різницею голів: «Палермо» - «Удінезе» 0-7 (7)
- Найбільше голів в одному турі: 38 (2 тур)
- Найменше голів в одному турі: 13 (9 тур)

## Бомбардири
Найкращим бомбардиром Серії А сезону 2010—11 став лідер атак клубу «Удінезе», Антоніо Ді Натале, в активі якого 28 голів.
Найкращі бомбардири сезону:
|  | Голів | (пенальті) | Бомбардир            | Команда                                 |
|  | ----- | ---------- | -------------------- | --------------------------------------- |
|  | 28    | 5          | Антоніо Ді Натале    | «Удінезе»                               |
|  | 26    | 5          | Едінсон Кавані       | «Наполі»                                |
|  | 21    | 5          | Самуель Ето'о        | «Інтернаціонале»                        |
|  | 20    | 1          | Алессандро Матрі     | «Кальярі» (11) - «Ювентус» (9)          |
|  | 19    | 1          | Марко Ді Вайо        | «Болонья»                               |
|  | 17    | 2          | Джампаоло Паццині    | «Сампдорія» (6) - «Інтернаціонале» (11) |
|  | 15    | 8          | Франческо Тотті      | «Рома»                                  |
|  | 14    | 3          | Златан Ібрагімович   | «Мілан»                                 |
|  | 14    | 0          | Алешандре Пато       | «Мілан»                                 |
|  | 14    | 0          | Робінью              | «Мілан»                                 |
|  | 13    | 0          | Антоніо Флоро Флорес | «Удінезе» (3) - «Дженоа» (10)           |
|  | 12    | 4          | Андреа Карачіоло     | «Брешія»                                |
|  | 12    | 0          | Альберто Джилардіно  | «Фіорентина»                            |
|  | 12    | 0          | Алексіс Санчес       | «Удінезе»                               |
|  | 11    | 1          | Марко Боррієлло      | «Рома»                                  |
|  | 11    | 1          | Марек Гамшик         | «Наполі»                                |
|  | 11    | 1          | Ернанес              | «Лаціо»                                 |
|  | 11    | 0          | Хав'єр Пасторе       | «Палермо»                               |
|  | 11    | 1          | Серджіо Пеллісьєр    | «К'єво»                                 |

Франческо Тотті забив двохсотий м'яч у матчах Серії «А». По завершенні сезону, до десятки найвлучніших голеадорів ліги входять: Сільвіо Піола (275), Гуннар Нордаль (225), Джузеппе Меацца (216), Жозе Алтафіні (216), Франческо Тотті (207), Роберто Баджо (205), Курт Хамрін (190), Джузеппе Сіньйорі (188), Алессандро Дель П'єро (185), Габрієль Батістута (184).